# Вели Мај
Вели Мај (итал. Maggio) је до 2001 је било насељено место у унутрашњости Истарске жупаније у Републици Хрватској. Административно је било у саставу Града Пореча.
Године 2001. је припојено насељу Пореч.

## Становништво
Према задњем попису становништва из 2001. године у насељу Вели Мај није било становника.
Кретање броја становника по пописима 1857—2001.
| Година пописа  | 1857. | 1869. | 1880. | 1890. | 1900. | 1910. | 1921. | 1931. | 1948. | 1953. | 1961. | 1971. | 1981. | 1991. | 2001. |
| бр. становника | 219   | 241   | 165   | 343   | 155   | 237   | 857   | 745   | 225   | 79    | 78    | 65    | 104   | 131   | 0     |

Напомена:Садржи податке за насеље Мали Мај од 1857. до 1880. те у 1921. и 1931, за насеља Шпадићи и Вранићи код Пореча у 1857, 1869, 1921. и 1931. те део података за насеље Пореч у 1857, 1869, 1921, 1931. и 1948. У 2001. припојено насељу Пореч. 